# Leiobunum blackwalli
Leiobunum blackwalli is een hooiwagen uit de familie Sclerosomatidae.

## Kenmerken
Leiobunum blackwalli groeit tot 6 mm bij vrouwen en 4 mm bij mannen.  Het tweede paar poten wordt 50 mm.  Het uiterlijk lijkt op Leiobunum rotundum, de buik is aan de achterkant breder en de donkere markering aan de achterkant breder dan aan de voorkant met een scherpere afsnijding dan L. rotundum, en de palpen zijn bleek.

## Voorkomen
Deze hooiwagen is wijdverbreid in heel Europa, hoewel minder vaak voor dan L. rotundum. Het wordt meestal gevonden in bossen of vochtige plaatsen, en ook in tuinen.